# Cydia acerivora
Cydia acerivora är en fjärilsart som beskrevs av Aleksandr Sergeievich Danilevsky och Kuznetzov 1968. Cydia acerivora ingår i släktet Cydia och familjen vecklare. Inga underarter finns listade i Catalogue of Life.